# NGC 1614
NGC 1614 es una galaxia espiral en la constelación ecuatorial de Eridanus. Fue descubierto el 29 de diciembre de 1885 por el astrónomo estadounidense Lewis Swift. La galaxia fue catalogada por John Louis Emil Dreyer en 1888. Cuando la fotografía directa estuvo disponible, se observó que esta galaxia mostraba algunas peculiaridades, y el astrónomo estadounidense Halton Arp lo incluyó en su Atlas de galaxias peculiares de 1966.
En el sistema para clasificar galaxias, NGC 1614 tiene una clasificación morfológica de galaxias de SB(s)c pec. La SB indica que se trata de una galaxia espiral barrada, y el "(s)" significa que no tiene una estructura en forma de anillo alrededor del núcleo. La 'c' describe la estructura del brazo en espiral como herida holgadamente. La peculiar naturaleza de la galaxia se observa con el 'pec'. abreviatura. La galaxia es brillante en el centro, con dos brazos espirales internos casi simétricos. Es una fuente infrarroja luminosa, y es la segunda galaxia más luminosa dentro de 75 Mpc.
Esta galaxia se está fusionando con una galaxia compañera de baja masa rica en gas, ubicada en una cola de marea al suroeste del núcleo. Se estima que la galaxia principal es alrededor de 3-5 veces más masiva que el objeto de fusión. La interacción entre las dos galaxias está desencadenando un estallido de formación estelar en NGC 1614, aunque aparentemente no es un núcleo galáctico activo.
En la región central, se ha formado un anillo radial de 230 pársec alrededor del núcleo en los últimos 5-10 millones de años, a partir de un flujo de gas causado por el evento de fusión. Esta estructura es el sitio de la intensa actividad de formación estelar conocida como starburst. Esta actividad es lo suficientemente brillante como para enmascarar cualquier emisión nuclear débil que provenga del núcleo. El núcleo mismo muestra evidencia de un evento estelar más antiguo. Se presume que la actividad de estallido este impulsa un flujo observado de gas molecular frío que tiene una masa combinada de alrededor de 32 millones masas solares.